# Jylynjärvi
Jylynjärvi är en sjö i kommunen Salo i landskapet Egentliga Finland i Finland. Arean är 27 hektar och strandlinjen är 2,37 kilometer lång. Sjön  ingår i Kisko ås och Bjärnå å huvudavrinningsområde.   Den ligger omkring 76 kilometer öster om Åbo och omkring 74 kilometer väster om Helsingfors. 